# Giải Oscar cho phim tài liệu xuất sắc nhất
Dưới đây là danh sách các phim tài liệu đoạt giải Oscar. Năm ghi trong danh sách này là năm phát giải.

## Các phim đoạt giải và các phim được đề cử

### Thập niên 1940
Năm 1942, có một thể loại phim tài liệu và 4 phim đoạt giải. 
- 1942
  - The Battle of Midway
  - Kokoda Front Line
  - Moscow Strikes Back
  - Prelude to War

Từ năm 1943 chia ra 2 thể loại (phim tài liệu và phim tài liệu ngắn)
- 1943 - Desert Victory
  - Baptism of Fire
  - The Battle of Russia
  - Report from the Aleutians
  - War Department Report
- 1944 - The Fighting Lady
  - Resisting Enemy Interrogation
- 1945 - The True Glory
  - The Last Bomb
- 1946 - không phát giải
- 1947 - Design for Death
  - Journey Into Medicine
  - The World Is Rich
- 1948 - The Secret Land
  - The Quiet One
- 1949 - Daybreak in Udi
  - Kenji Comes Home

### Thập niên 1950
- 1950 - The Titan: Story of Michelangelo
  - With These Hands
- 1951 - Kon-Tiki
  - I Was a Communist for the FBI
- 1952 - The Sea Around Us
  - The Hoaxters
  - Navajo
- 1953 - The Living Desert
  - The Conquest of Everest
  - A Queen Is Crowned
- 1954 - The Vanishing Prairie
  - The Stratford Adventure
- 1955 - Helen Keller in Her Story (cũng được biết dưới tên The Unconquered)
  - Crèvecoeur
- 1956 - The Silent World
  - Where Mountains Float (tiếng Đan Mạch:Hvor bjergene sejler)
  - The Naked Eye
- 1957 - Albert Schweitzer
  - On the Bowery
  - Torero
- 1958 - White Wilderness
  - Antarctic Crossing
  - The Hidden World
  - Psychiatric Nursing
- 1959 - Serengeti Shall Not Die
  - The Race for Space

### Thập niên 1960
- 1960 - The Horse with the Flying Tail
  - Rebel in Paradise
- 1961 - Sky Above and Mud Beneath, directed by Pierre-Dominique Gaisseau
  - La grande olimpiade, directed by Romolo Marcellini
- 1962 - Black Fox: The Rise and Fall of Adolf Hitler
  - Alvorada
- 1963 - Robert Frost: A Lover's Quarrel With the World
  - Le Maillon et la chaîne
  - The Yanks Are Coming
- 1964 - Jacques-Yves Cousteau's World Without Sun
  - 14-18
  - Alleman
  - The Finest Hours
  - Four Days in November
- 1965 - The Eleanor Roosevelt Story
  - The Battle of the Bulge... The Brave Rifles
  - The Forth Road Bridge
  - Let My People Go: The Story of Israel
  - Mourir à Madrid
- 1966 - The War Game
  - The Face of a Genius
  - Helicopter Canada
  - The Really Big Family
  - Le Volcan interdit
- 1967 - The Anderson Platoon
  - Festival
  - Harvest
  - A King's Story
  - A Time for Burning
- 1968 - Journey Into Self Ghi chú: Tại buổi lễ phát giải thứ 41 ngày 14.4.1969, phim  Young Americans đã được công bố thắng giải. Ngày 7.5.1969, phim này bị tuyên bố là không đủ tư cách vì bị phát hiện là đã được quay trong tháng 10 năm 1967, vì thế không đủ tư cách để được trúng giải năm 1968. Phim về nhì Journey Into Self, đã được trúng giải và được phát tượng ngày 8.5.1969.
  - A Few Notes on Our Food Problem
  - Legendary Champions
  - Other Voices
- 1969 - Arthur Rubinstein - The Love of Life
  - Before the Mountain Was Moved
  - In the Year of the Pig
  - Olimpiada en México
  - The Wolf Men

### Thập niên 1970
- 1970 - Woodstock
  - Erinnerungen an die Zukunft
  - Jack Johnson
  - King: A Filmed Record... Montgomery to Memphis
  - Say Goodbye
- 1971 - The Hellstrom Chronicle
  - Alaska Wilderness Lake
  - Le chagrin et la pitié
  - On Any Sunday
  - Ra
- 1972 - Marjoe
  - Bij de beesten af
  - Malcolm X
  - Manson
  - The Silent Revolution
- 1973 - The Great American Cowboy
  - Always a New Beginning
  - Journey to the Outer Limits
  - Schlacht um Berlin
  - Walls of Fire
- 1974 - Hearts and Minds
  - Antonia: A Portrait of the Woman
  - The Challenge... A Tribute to Modern Art
  - The 81st Blow
  - The Wild and the Brave
- 1975 - The Man Who Skied Down Everest
  - The California Reich
  - Fighting for Our Lives
  - The Incredible Machine
  - The Other Half of the Sky: A China Memoir
- 1976 - Harlan County, USA
  - Hollywood on Trial
  - Off the Edge
  - People of the Wind
  - Volcano: An Inquiry Into the Life and Death of Malcolm Lowry
- 1977 - Who Are the DeBolts? And Where Did They Get Nineteen Kids?
  - The Children of Theatre Street
  - High Grass Circus
  - Homage to Chagall: The Colours of Love
  - Union Maids
- 1978 - Scared Straight!
  - Mysterious Castles of Clay
  - Raoni
  - Le vent des amoureux
  - With Babies and Banners: Story of the Women's Emergency Brigade
- 1979 - Best Boy
  - Generation on the Wind
  - Going the Distance
  - The Killing Ground
  - The War at Home

### Thập niên 1980
- 1980 From Mao to Mozart: Isaac Stern in China directed by Murray Lerner
  - Agee
  - The Day After Trinity
  - Front Line
  - The Yellow Star - The Persecution of the Jews in Europe 1933-45
- 1981 Genocide directed by Arnold Schwartzman
  - Against Wind and Tide: A Cuban Odyssey
  - Brooklyn Bridge
  - Eight Minutes to Midnight: A Portrait of Dr. Helen Caldicott
  - El Salvador: Another Vietnam
- 1982 Just Another Missing Kid directed by John Zaritsky
  - A Portrait of Giselle
  - After the Axe
  - Ben's Mill
  - In Our Water
- 1983 He Makes Me Feel Like Dancin' directed by Emile Ardolino
  - Children of Darkness
  - First Contact
  - The Profession of Arms
  - Seeing Red
- 1984 The Times of Harvey Milk directed by Robert Epstein và Richard Schmiechen
  - High Schools
  - In the Name of the People
  - Marlene
  - Streetwise
- 1985 Broken Rainbow directed by Maria Florio và Victoria Mudd
  - The Mothers of Plaza de Mayo
  - Soldiers in Hiding
  - The Statue of Liberty
  - Unfinished Business
- 1986 - (tie): Artie Shaw: Time Is All You've Got and  Down and Out in America
  - Chile: Hasta Cuando?
  - Isaac in America: A Journey with Isaac Bashevis Singer
  - Witness to Apartheid
- 1987 The Ten-Year Lunch
  - Eyes on the Prize
  - Hellfire: A Journey from Hiroshima
  - Radio Bikini
  - A Stitch for Time
- 1988  Hôtel Terminus: The Life and Times of Klaus Barbie
  - The Cry of Reason: Beyers Naude - An Afrikaner Speaks Out
  - Let's Get Lost
  - Promises to Keep
  - Who Killed Vincent Chin?
- 1989 Common Threads: Stories from the Quilt
  - Adam Clayton Powell
  - Crack USA: County Under Siege
  - For All Mankind
  - Super Chief: The Life and Legacy of Earl Warren

### Thập niên 1990
- 1990 American Dream directed by Barbara Kopple
  - Berkeley in the Sixties
  - Building Bombs
  - Forever Activists: Stories from the Veterans of the Abraham Lincoln Brigade
  - Waldo Salt: A Screenwriter's Journey
- 1991 In the Shadow of the Stars directed by Allie Light và Irving Saraf
  - Death on the Job
  - Doing Time: Life Inside the Big House
  - The Restless Conscience: Resistance to Hitler Within Germany 1933-1945
  - Wild by Law
- 1992 The Panama Deception directed by Barbara Trent và David Kasper
  - Changing Our Minds: The Story of Dr. Evelyn Hooker
  - Fires of Kuwait
  - Liberators: Fighting on Two Fronts in World War II
  - Music for the Movies: Bernard Herrmann
- 1993 I Am a Promise: The Children of Stanton Elementary School directed by Susan Raymond
  - The Broadcast Tapes of Dr. Peter
  - Children of Fate
  - For Better or For Worse
  - The War Room
- 1994 Maya Lin: A Strong Clear Vision directed by Freida Lee Mock
  - Complaints of a Dutiful Daughter
  - D-Day Remembered
  - Freedom on My Mind
  - A Great Day in Harlem
- 1995 Anne Frank Remembered directed by Jon Blair
  - The Battle Over Citizen Kane
  - Hank Aaron: Chasing the Dream
  - Small Wonders
  - Troublesome Creek: A Midwestern
- 1996 When We Were Kings directed by Leon Gast
  - The Line King: The Al Hirschfeld Story
  - Mandela
  - Suzanne Farrell: Elusive Muse
  - Tell the Truth and Run: George Seldes and the American Press
- 1997 The Long Way Home directed by Mark Jonathan Harris
  - Ayn Rand: A Sense of Life
  - Colors Straight Up
  - 4 Little Girls
  - Waco: The Rules of Engagement
- 1998 The Last Days directed by James Moll
  - The Dancemaker
  - The Farm: Angola, U.S.A.
  - Lenny Bruce: Swear to Tell the Truth
  - Regret to Inform
- 1999 One Day in September by Kevin MacDonald
  - Buena Vista Social Club
  - Genghis Blues
  - On the Ropes
  - Speaking in Strings

### Thập niên 2000
2000: Into the Arms of Strangers: Stories of the Kindertransport – Mark Jonathan Harris và Deborah Oppenheimer
- Legacy – Tod Lending
- Long Night's Journey into Day – Deborah Hoffmann và Frances Reid
- Scottsboro: An American Tragedy – Daniel Anker và Barak Goodman
- Sound and Fury – Josh Aronson và Roger Weisberg

2001: Murder on a Sunday Morning (Un coupable idéal) – Jean-Xavier de Lestrade và Denis Poncet
- Children Underground – Edet Belzberg
- LaLee's Kin: The Legacy of Cotton – Deborah Dickson và Susan Frömke
- Promises – B.Z. Goldberg và Justine Shapiro
- War Photographer – Christian Frei

2002: Bowling for Columbine – Michael Donovan và Michael Moore
- Daughter from Danang – Gail Dolgin và Vicente Franco
- Prisoner of Paradise – Malcolm Clarke và Stuart Sender
- Spellbound – Jeffrey Blitz và Sean Welch
- Winged Migration (Le peuple migrateur) – Jacques Perrin

2003 The Fog of War directed by Errol Morris
- Balseros
- Capturing the Friedmans
- My Architect
- The Weather Underground

2004: Born into Brothels – Ross Kauffman và Zana Briski
- The Story of the Weeping Camel (Die Geschichte vom weinenden Kamel) – Byambasuren Davaa và Luigi Falorni
- Super Size Me – Morgan Spurlock
- Tupac: Resurrection – Karolyn Ali và Lauren Lazin
- Twist of Faith – Kirby Dick và Eddie Schmidt

2005: March of the Penguins (La marche de l'empereur) – Luc Jacquet
- Darwin's Nightmare – Hubert Sauper
- Enron: The Smartest Guys in the Room – Alex Gibney và Jason Kliot
- Murderball – Henry Alex Rubin và Dana Adam Shapiro
- Street Fight – Marshall Curry

2006: An Inconvenient Truth – Davis Guggenheim
- Deliver Us from Evil – Amy Berg và Frank Donner
- Iraq in Fragments – James Longley và Yahya Sinno
- Jesus Camp – Heidi Ewing và Rachel Grady
- My Country, My Country – Jocelyn Glatzer và Laura Poitras

2007: Taxi to the Dark Side – Alex Gibney và Eva Orner
- No End in Sight – Charles Ferguson và Audrey Marrs
- Operation Homecoming: Writing the Wartime Experience – Richard Robbins
- Sicko – Michael Moore và Meghan O'Hara
- War/Dance – Sean Fine và Andrea Nix

2008: 
- The Betrayal (Nerakhoon) – Ellen Kuras và Thavisouk Phrasavath
- Encounters at the End of the World – Werner Herzog và Henry Kaiser
- The Garden – Scott Hamilton Kennedy
- Man on Wire – Simon Chinn và James Marsh
- Trouble the Water – Carl Deal và Tia Lessin

2009: The Cove – Louie Psihoyos và Fisher Stevens
- - Burma VJ – Anders Østergaard và Lise Lense-Møller
  - Food, Inc. – Robert Kenner và Elise Pearlstein
  - The Most Dangerous Man in America: Daniel Ellsberg and the Pentagon Papers – Judith Ehrlich and Rick Goldsmith
  - Which Way Home – Rebecca Cammisa

### Thập niên 2010
2010: Inside Job  – Charles H. Ferguson và Audrey Marrs
- - Exit Through the Gift Shop – Banksy và Jaimie D'Cruz
  - Gasland – Josh Fox and Trish Adlesic
  - Restrepo – Tim Hetherington và Sebastian Junger
  - Waste Land – Lucy Walker and Angus Aynsley
- 2011: Undefeated  – TJ Martin, Dan Lindsay và Richard Middlemas
  - Hell and Back Again – Danfung Dennis và Mike Lerner
  - If a Tree Falls: A Story of the Earth Liberation Front – Marshall Curry và Sam Cullman
  - Paradise Lost 3: Purgatory – Joe Berlinger và Bruce Sinofsky
  - Pina – Wim Wenders và Gian-Piero Ringel
- 2012: Searching for Sugar Man  – Malik Bendjelloul và Simon Chinn
  - 5 Broken Cameras – Emad Burnat and Guy Davidi
  - The Gatekeepers - Dror Moreh, Philippa Kowarsky, and Estelle Fialon
  - How to Survive a Plague - David France and Howard Gertler
  - The Invisible War - Kirby Dick và Amy Ziering